# Utrechtse Vervoer Onderneming
De N.V. Utrechtse Vervoer Onderneming (UVO) was een Nederlands autobusbedrijf dat van 1957 tot 1968 de streekvervoerlijn Utrecht - Kockengen exploiteerde.
De UVO werd opgericht door busbedrijf Vereenigde Auto Vervoer Ondernemingen "Van Iperen en Verhoef" (VAVO) te Schoonhoven, toen zich in het voorjaar van 1957 de gelegenheid voordeed de lijn Utrecht - Vleuten - Haarzuilens - Kockengen over te nemen van de Kockengense Auto Bus Onderneming (KABO)) te Vleuten, het bedrijf van W. de Haas. Net als voorganger KABO en moederbedrijf VAVO was de UVO aangesloten bij de Stichting Coördinatie Autovervoer Personen (CAP), waarin 11 particuliere autobusondernemers zich verenigd hadden. De UVO begon met drie ex-VAVO toerbussen (de nummers 43, 49 en 50), die er al zeven zware jaren op hadden zitten. Een bus met het nummer 67 was de enige die ooit een opschrift "UVO-Utrecht" heeft gevoerd. Het beginpunt van de UVO-lijn kwam te liggen aan de noordkant/stadszijde van Utrecht CS, daar waar de doorgetrokken buurtsporen eindigden.
Aan de KABO, en later de UVO, was een trajectvergunning verstrekt binnen het aan Maarse & Kroon toegewezen streekvervoergebied. Op 1 november 1968, na het faillissement van VAVO, nam Maarse & Kroon met tegenzin de UVO-lijn over en maakte er lijn 17 van. Tegenwoordig verzorgt U-OV lijn 127 de verbinding met Kockengen.